# Корнильевская Слобода
Корнильевская Слобода — деревня в Грязовецком районе Вологодской области.
Входит в состав Ростиловского муниципального образования, с точки зрения административно-территориального деления — в Ростиловский сельсовет.
Расстояние по автодороге до районного центра Грязовца — 4 км, до центра муниципального образования Ростилово — 6 км. Ближайшие населённые пункты — Горка, Талица, Корнильево, Крестовка, Льнозавода.
По переписи 2002 года население — 14 человек.